# Креп
Креп (фр. crêpe < лат. crispus, «шорсткий, хвилястий»; англ. crape; яп. 縮緬, ちりめん, чірімен) — збірна назва тканин, переважно шовкових, із зернистою структурою.

## Виготовлення
Креп виготовляється з ниток з дуже великим (креповим) скрученням, а також в деяких випадках спеціальними (креповими) переплетеннями. При виготовленні крепу, зазвичай, застосовують одночасно нитки, скручені направо і наліво, в певному чергуванні. Таке скручування ниток надає їм підвищеної пружності і зумовлює значну усадку тканини, що в поєднанні з різним напрямом скручення створює на тканині дрібношорсткий, тіньовий ефект.
Окрім шовкових, виробляються напівшовкові крепи, бавовняні, шерстяні і напівшерстяні, а також зі штучних і синтетичних ниток. У цих тканинах крепового ефекту досягають головним чином за рахунок використання крепових та інших візерунчатих переплетень, інколи без крепового скручування. Переваги крепу — добра драпованість і незначне зминання. Креп застосовується для шиття жіночих суконь і костюмів.

## Види тканин
- Крепдешин
- Креп-шифон
- Креп-жоржет
- Креп-сатин